# 美团外卖

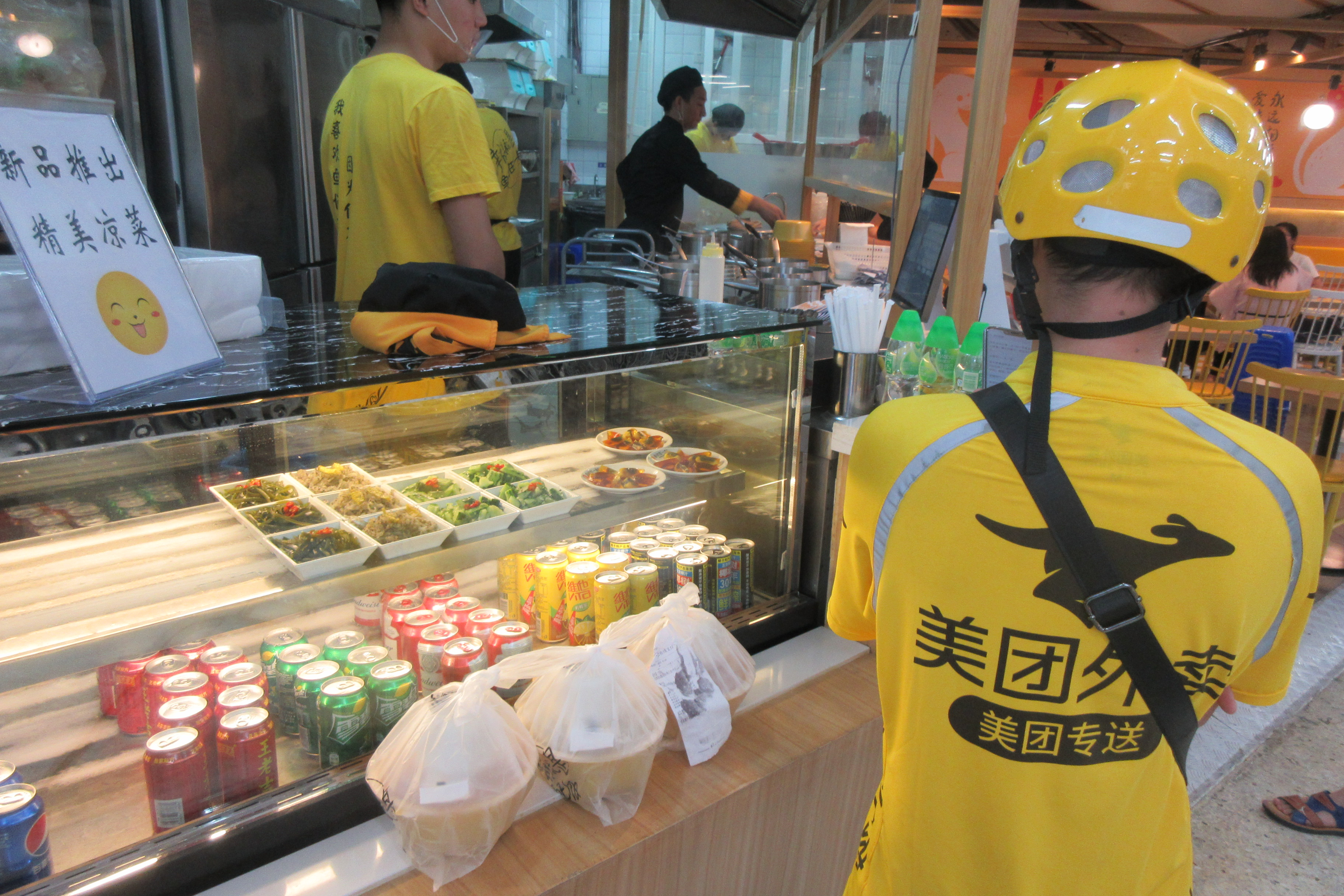
美团外卖外卖员

美团外卖是中国美团公司旗下的互联网外卖订餐平台，由北京三快在线科技有限公司运营，创立于2013年，是目前中国最大的网上订餐外卖平台，主要竞争对手为京东外卖以及阿里巴巴集团旗下的饿了么。

## 历史
2012年，美团因团购业务饱和，急需寻找新的增长点。2013年11月18日，美团外卖在北京测试上线，初期以低价补贴形式抢占校园市场，与竞争对手饿了么展开“烧钱大战”。2014年11月，日订单量在两个月内由10万单增加至100万单。
2015年1月，美团外卖将重点转向高端白领市场，挑战相同定位的百度外卖，并决定自建配送团队，聘请专职送餐员（被称为“美团专送骑手”），2015年11月，美团外卖首次将黄色的袋鼠作为自己的品牌形象，并启用广告语“美团外卖，送啥都快”，日订单量在当年年底突破300万单，市占率也逐渐提高，成为中国最大的互联网餐饮外卖平台。
2021年10月，因美团外卖平台与商家签约时采用与竞争对手饿了么“二选一”等市场垄断行为，其母公司美团被国家市场监管总局处以34.42亿元人民币罚款。

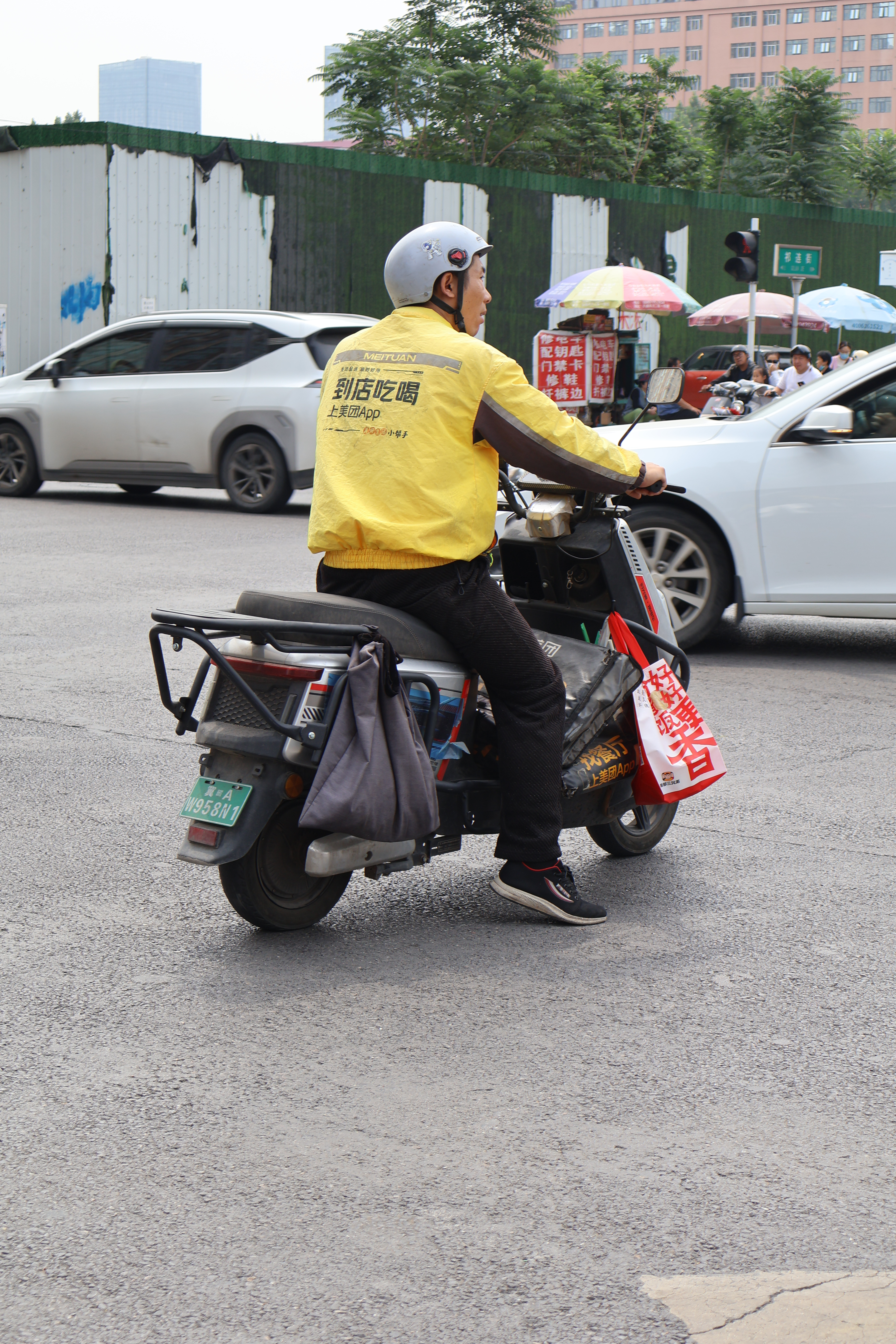
正在送外卖的美团外卖员

## 事件

### 美团、饿了么员工斗殴事件
2016年7月15日，北京市海淀区中关村创业大街银科大厦附近，美团外卖和饿了么员工因送餐过程中发生冲突导致斗殴。随后，两大平台的外卖送餐员纷纷赶到现场助阵，双方有几十人在现场互相指责，挑起事端。由于警方及时赶到现场，没有发生大规模的冲突和械斗情况。

### 外卖吃出虫子
2016年3月24日中午，北京市民卢女士通过美团外卖在“小嘿冒菜”订餐，食用时发现餐中有数只虫子。同日，针对赔偿金额，卢女士与商家未能达成一致。
25日，小嘿冒菜（大望路店）负责人登门致歉称，已在店内展开自查，后期会进一步加强管理。小嘿冒菜总负责人则致电，为前一日称卢女士诈骗一事道歉，并表示愿赔偿卢女士2,000元。随后，美团外卖对该商家作出下线处理，给予卢女士500元卡券赔偿。

### 江西余干涨点风波
2019年11月初，美团连同饿了么提高商家抽成至22%，引起部分商家联合抵制。参与抵制的商家被饿了么以一些方式限制经营，如更改商家配送范围、起送金额，不认同抽成强制关店等。有律师表示相关行为侵犯商家的合法经营权，涉嫌垄断，违反《反不正当竞争法》、《电子商务法》的规定。

### 外卖员杀人案
2019年12月22日下午2时许，湖北省武汉市洪山区佰港城商城发生杀人案，一名美团外卖员持刀杀死一人，随后被捕。有网络传闻称，外卖员是因为收到顾客的差评，随即杀人，但这一说法被美团否认。23日，美团外卖发表声明，该事件起因于该名外卖员到超市取货品时，因取货问题与店员发生口角，最终酿成悲剧。

### 配送系統時間爭議
2020年9月8日，《人物》在微信公眾號刊發題為“外賣騎手，困在系統裡”的調查報道講述，外賣平台的即時智能配送系統不斷壓縮時間，外賣員疲於奔命，導致他們不惜違反交通規則，淪為高危職業。引發公眾廣泛討論。
对此，饿了么、美团在9日分别回应。美团表示“没做好就是没做好，没有借口”，将会给骑手留出8分钟弹性时间，增强配送安全技术团队，重点研究技术和算法如何保障安全。饿了么在官方微博表示，将于近期发布2个新功能，第1个为在结算付款时增加“愿意多等5分钟/10分钟”的自主小按钮，消费者可选择也可不选择。饿了么会为按下按钮的消费者提供红包或吃货豆等权益；第2个为针对历史信用好、服务好的蓝骑士提供个别订单的“超时免责”权益。

### 外賣員在外賣小便
2021年11月29日晚間11時32分，安徽省蕪湖市一名美團外賣員到當地一個屋苑送一份麻辣燙上樓時，在電梯內打開外賣盒，脫褲對著外賣小便，然後包裝好外賣，拿起來搖一搖、聞一聞，再若無其事走出電梯，將外賣交給客人。
當晚，該大廈管理員從電梯閉路電視發現異狀，通知相關女住客，但女住客已將外賣吃完。該名女住客隨後報警，並在微信朋友圈上載與管理員的對話截圖，稱“我吃的時候不知道呀，今天早上才知道的，噁心死我了”。警方接報後展開調查，昨晚以尋釁滋事對涉事外賣員行政拘留14天。有傳媒指，該名外賣員行兇原因是為了報復差評。
美團回應稱，事件正由專人處理中，對於類似的惡劣情況，會考慮與涉事外賣員解除合作。平台一直有監管商家、培訓外賣員，這類事件只屬極少數情況，大家可繼續放心光顧，而美團一直提供“放心吃”服務，一旦發現食品有問題，消費者可向平台投訴索償。

### 汕尾罢工事件
2023年4月21日，廣東省汕尾市的美團外賣員因不滿被降低單價和降低待遇集體罷工。該事件衝上熱搜榜，引發廣泛爭議。
據指出，當晚，美團以高單價加超時免責從外地緊急調派車手，並從外地急調電單車應急。據稱，從外地抽調的車手待遇已經超過本地車手的要求，引發本地車手不滿，認為美團寧願花多成本調異地派人手，也不願意恢復原本屬於本地車手的單價和補貼。
據稱，美團集體罷工有多方面原因。一開始是因天氣，廣東省這段時間一直降水不斷，特別是汕尾地區，經常性暴雨。很多騎手，看著這種天氣就無出勤。不出勤的人數多了，導致當地的外賣業務壓力大甚至癱瘓。美團不考慮天氣，只要不出勤就每天扣50元，加上近段時間美團又取消多項補貼。
22日晚間，美團外賣客服回應稱，他們沒有接到有關報告，目前汕尾地區的外賣服務正常運行。
22日，美团APP被Google Play列入恶意软件名单。原因为涉嫌欺诈。